# کارل-هاینز شروت
کارل-هاینز شروت (آلمانی: Carl-Heinz Schroth; ۲۹ ژوئن ۱۹۰۲ – ۱۹ ژوئیهٔ ۱۹۸۹) کارگردان فیلم و بازیگر اهل آلمان بود.
وی همچنین برندهٔ جوایزی همچون جایزه فیلم آلمان شده‌است.